# Golfe du Lion

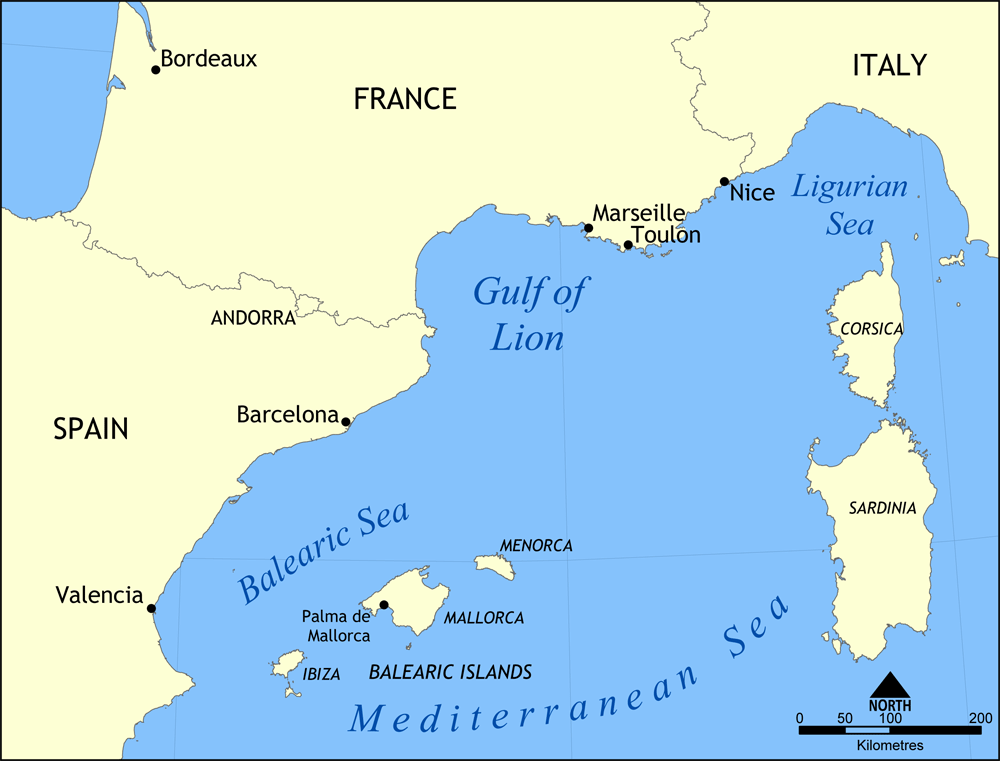
Der Golfe du Lion im westlichen Mittelmeer

Der Golfe du Lion (deutsch Löwengolf) ist eine Bucht an der französischen Mittelmeerküste, die sich zwischen dem spanischen Kap Creus (Cap de Creus bei Cadaqués) und der französischen Stadt Toulon erstreckt. Die Küsten gehören überwiegend zu den französischen Regionen Okzitanien und Provence-Alpes-Côte d’Azur, ein kurzer Abschnitt im Südwesten zur spanischen Region Katalonien.
Der Golfe du Lion ist an der tiefsten Stelle etwa 90 Meter tief. Er ist aufgrund des umfangreichen Tourismus und des Marseille Europort, des größten Mittelmeerhafens, ein viel befahrenes Gewässer.

## Etymologie
Der Name lässt sich ab dem 13. Jahrhundert belegen (mittellateinisch sinus Leonis und mare Leonis). Die Namensgebung beruht möglicherweise darauf, dass das Gewässer von Seeleuten und Fischern wegen der heftigen Winde als so gefährlich wie ein Löwe erlebt wurde.
Mehrere Quellen legen diese Wortherkunft übereinstimmend nahe: das Wörterbuch der französischen Ortsnamen von Deroy und Mulon, Mistrals  Wörterbuch der provenzalischen Sprache, die berühmte Encyclopédie von Diderot und d’Alembert sowie mehrere mittellateinische Texte seit dem 13. Jahrhundert. Nach diesen Quellen (vor allem Deroy & Mulon und die Encyclopédie) hat der Name nichts mit der Stadt Lyon zu tun, die auch weit vom Meer entfernt liegt.
In der römischen Antike wurde die Bucht sinus Gallicus genannt („Gallischer Golf“).

## Geografie
Der größte Teil der Küste ist flach. Es gibt Lagunen und Salzmarschen, vor allem im Gebiet der Camargue. Steilküsten gibt es an der Côte Bleue und an den Calanques zwischen Marseille und Cassis. Charakteristisch für das Küstengebiet ist der kalte und raue Fallwind Mistral.
In den Golf münden zahlreiche Flüsse, darunter
Tech, Agly, Orb, Têt, Hérault, Vidourle und als größter die Rhône.

## Orte am Golfe du Lion
Die größten Häfen am Golfe du Lion sind:
- Marseille
- Toulon
- Sète

Weitere größere oder bekanntere Orte, die an oder in unmittelbarer Nähe der Küste des Golfe du Lion liegen:
- Portbou (spanisch)
- El Port de la Selva (spanisch)
- Perpignan
- Narbonne
- Béziers
- Montpellier
- Aigues-Mortes
- La Grande Motte
- Frontignan
- Saintes-Maries-de-la-Mer